# Прогрес МС-16
Прогрес МС-16 – космічний транспортний вантажний корабель (ТВК) серії «Прогрес». Запущено 15 лютого 2021 року зі стартового комплексу космодрому Байконур за програмою 77-ї місії постачання Міжнародної космічної станції. Через його місію з утоплення модуля «Пірс», вантажівка отримала в ракетно-космічній галузі неофіційну назву «Герасим», на честь героя оповідання Івана Тургенєва «Муму». Політ із космодрому Байконур до станції пройшов за дводобовою схемою.

## Стикування та розстикування з МКС

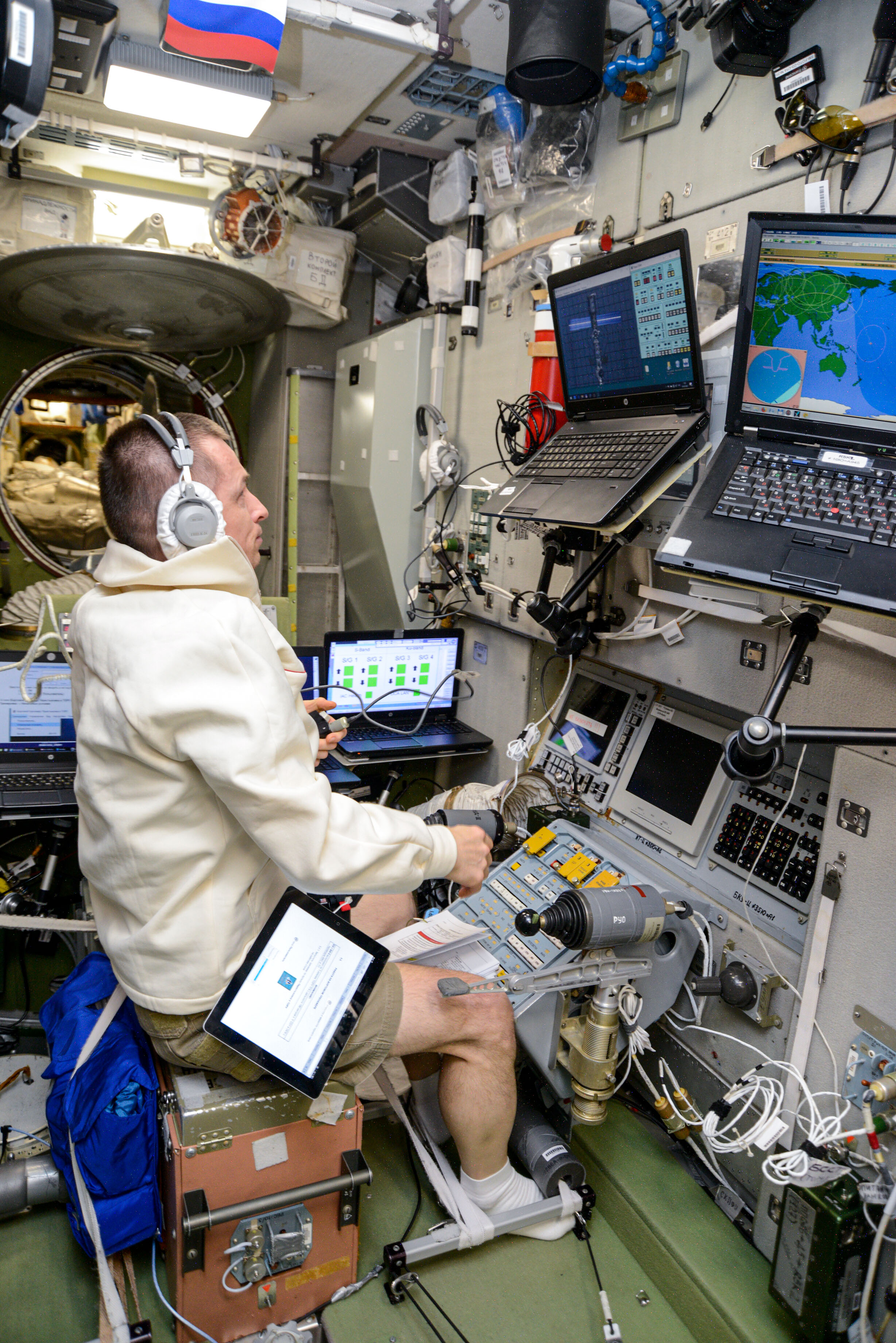
Космонавт Сергій Рижиков практикує ручне причалювання корабля до МКС

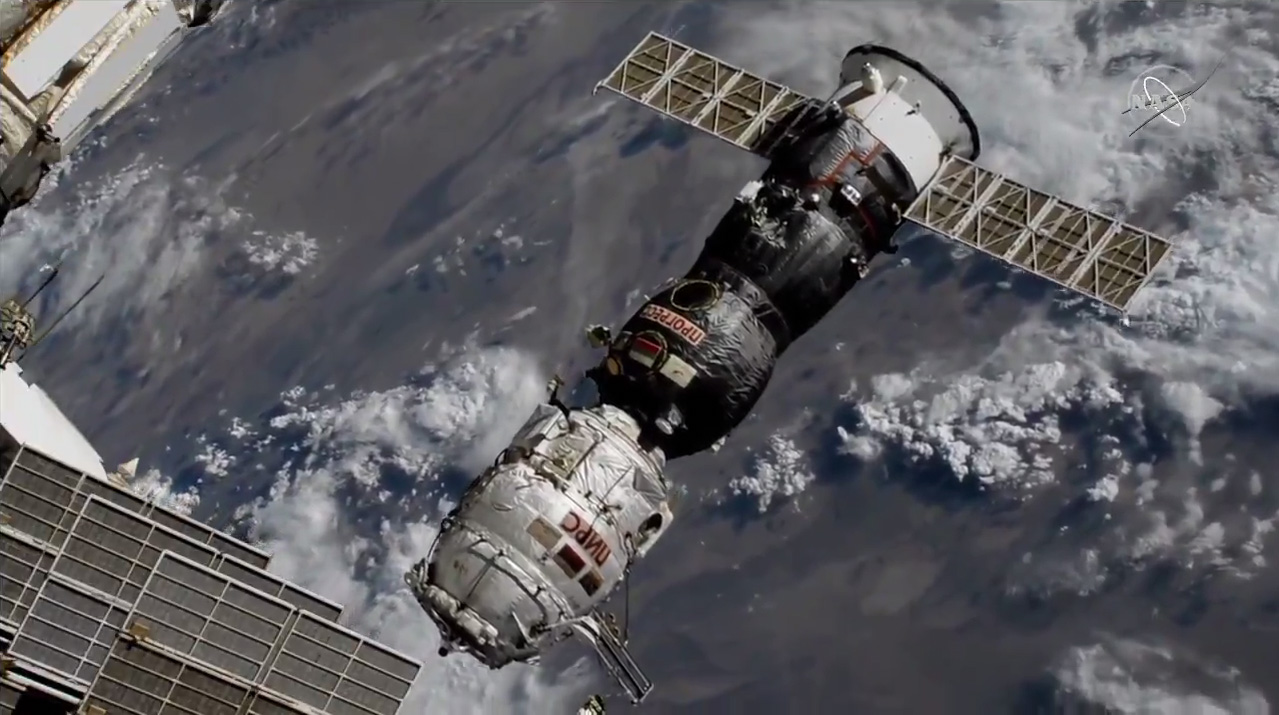
«Прогрес МС-16» після відстикування від МКС із модулем «Пірс»

Політ до МКС пройшов за дводобовою схемою. Стикування в автоматичному режимі було заплановано на 9:20 ранку за московським часом, проте воно не вдалося. Тоді підмосковний Центр управління польотами скомандував космонавту Сергію Рижикову здійснити причалювання вантажівки у ручному режимі під керівництвом фахівців Головної оперативної групи управління. Друга спроба виявилася успішною. Перехід з автоматичної на ручну стиковку «Прогресу МС-16» був потрібний через пошкодження антени та елементів системи «Курс-НА», отримані при скиданні головного обтічника ракети-носія «Союз-2.1а». Причалювання до модуля «Пірс» було завершено 17 лютого 2021 о 9:26 (МСК).
Наприкінці місії (26 липня 2021 року о 13:56 мск) "Прогрес МС-16" від'єднав від станції стикувальний модуль "Пірс" і забрав його в щільні шари атмосфери над Тихим океаном, щоб таким чином звільнити місце для нового модуля "Наука". Падіння вогнетривких елементів конструкції модуля і корабля в акваторії Тихого океану очікувалося в 17:51 того ж дня.
26 липня 2021 року "Роскосмос" повідомив, що вогнетривкі елементи модуля були затоплені на "цвинтарі космічних кораблів" у несудноплавній частині Тихого океану — за 3,6 тис. км від міста Веллінгтона і 5,8 тис. км від міста Сантьяго.

## Вантаж
Корабель доставив на МКС 2460 кг вантажів, серед яких:
- 600 кг палива дозаправки;
- 420 літрів питної води;
- 40,5 кг стиснутих газів з додатковими запасами азоту;
- ~1400 кг різного обладнання та матеріалів, включаючи:
  - ресурсну апаратуру бортових систем управління та життєзабезпечення;
  - укладання для проведення космічних експериментів;
  - засоби медичного контролю та санітарно-гігієнічного забезпечення;
  - предмети одягу;
  - стандартні раціони харчування та свіжі продукти для членів екіпажів.

Корабель також доставив ремонтно-відновлювальний комплект, який складається з набору армуючих накладок з клейовим з'єднанням, призначених для тимчасової герметизації виявлених дефектів корпусу перехідної камери службового модуля «Зірка».